# Héctor Araujo
Héctor Antonio Araujo Herrera (Rosario, 22 de diciembre de 1942-Córdoba, 25 de abril de 1976) (no confundir con Héctor Armando Araujo, médico pediatra, activista militante peronista nacido en Oberá-Misiones) fue un militante peronista, también fundador en Córdoba de la organización Montoneros. Siendo un conspicuo miembro de la organización Montoneros en la Pcia. de Córdoba Egresado del Liceo Militar Liceo Militar «General Paz» de Córdoba
Era médico, trabajaba en el Hospital Rawson. junto a Emilio Maza, Ignacio Vélez, el sacerdote Alberto Fulgencio Rojas, Liprandi, Susana Lesgart, Alejandro José Yofre, Carlos Capuano Martínez y José Fierro, entre otras personas

## Biografía
Era asesor de materia sanitaria por la Secretaría General de la Gobernación de Córdoba entre 1973 y 1974. Cuentan que en las apasionadas discusiones políticas de la Córdoba de los ’70 que Araujo.  Fue secuestrado por las fuerzas militares del III° Cuerpo de Ejército el 25 de abril de 1976 a la edad de 33 años y llevado al campo de concentración “La Perla” donde fue torturado y asesinado conjuntamente con su compañera Liliana Alicia Marchetti, una de las fundadoras en Córdoba de la organización Montoneros, con quien tuvo un hijo. Según la Comisión Provincial de la Memoria de Córdoba.

## Secuestro y desaparición
"Ciro", como le decían sus compañeros de militancia, fue secuestrado por las fuerzas militares del III Cuerpo de Ejército, la tarde del 25 de abril de 1976, junto a su mujer Liliana Alicia Marchetti, en la calle Corrientes 2489, barrio San Vicente, Córdoba, en la casa de unos parientes, a la edad de 33 años y llevado al centro clandestino de detención, tortura y exterminio La Perla. Ahí fue torturado y asesinado junto con su compañera, con quien tuvo un hijo. Los responsables de su secuestro y desaparición fueron condenados, el 25 de agosto de 2016, en la Megacausa "La Perla-La Ribera-D2". Aún continúa desaparecido.

## Matrimonio y descendencia
Casado con Liliana Alicia Marchetti y padre de un hijo.